# Kanamara Matsuri

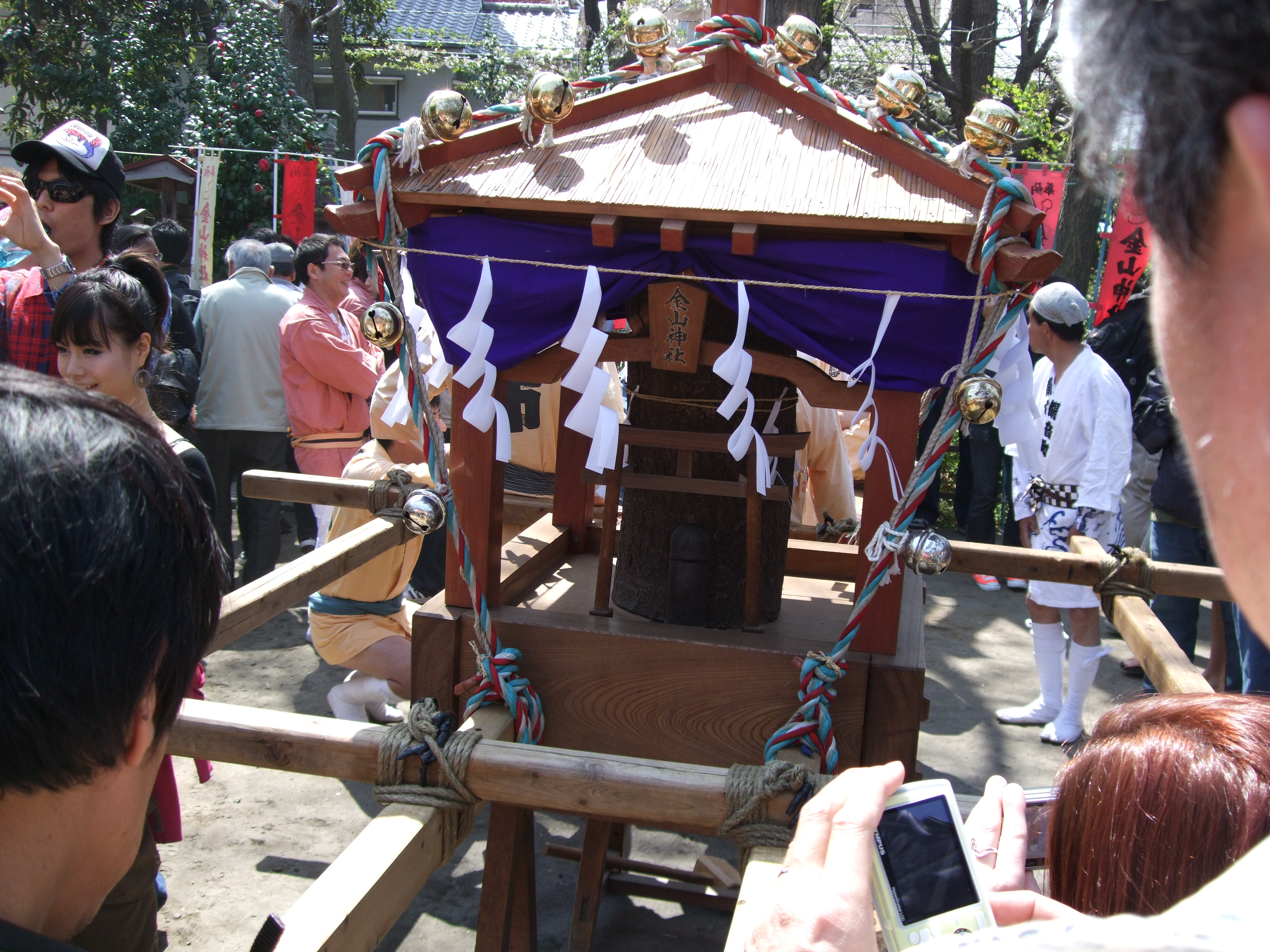
Il grande baldacchino

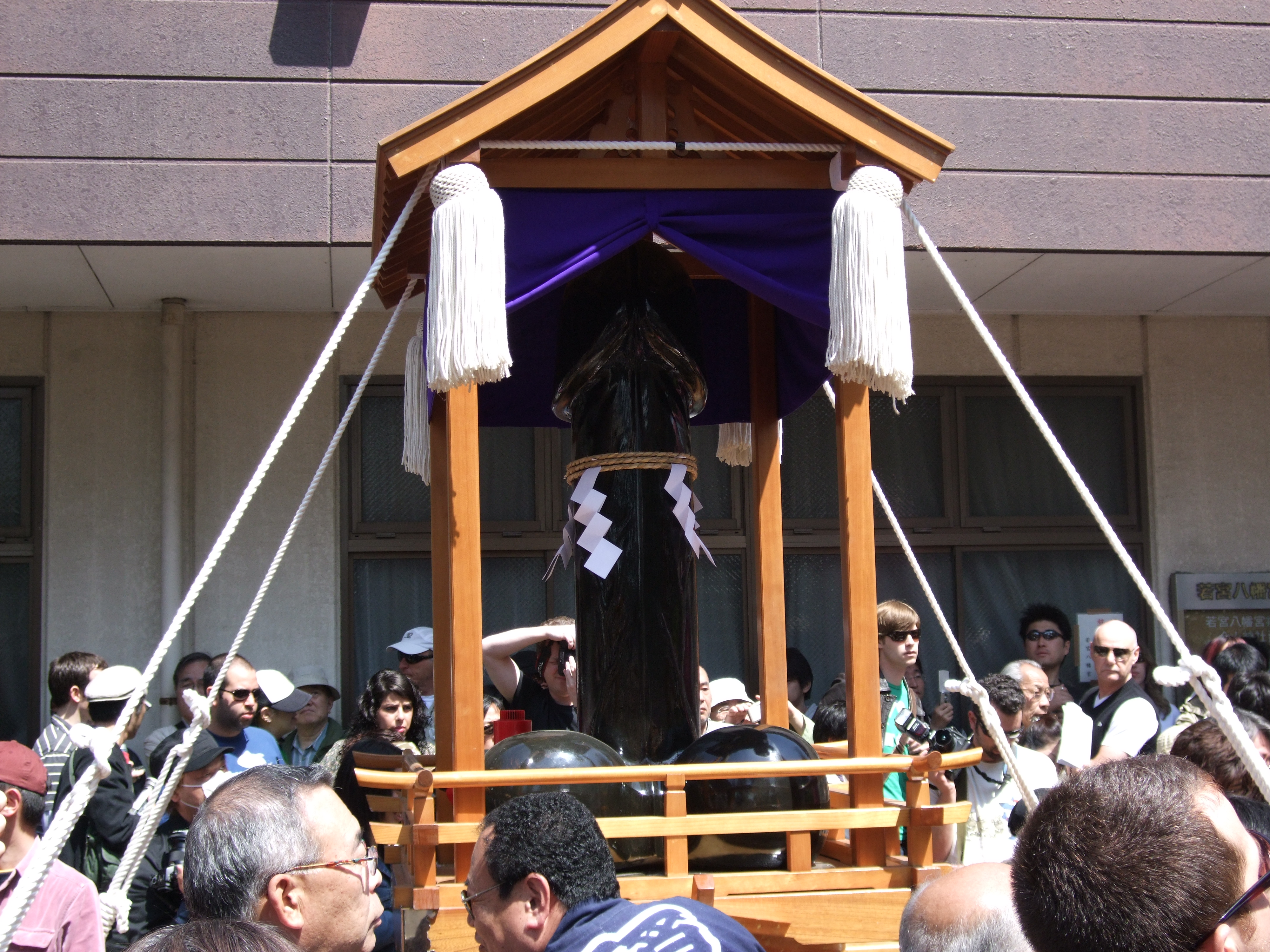
Il baldacchino in forma di battello

Il Kanamara Matsuri (かなまら祭り?, "festa del pene di ferro") è una festa scintoista annuale della fertilità, che si svolge a Kawasaki in Giappone ogni primavera la prima domenica d'aprile.
L'evento risale al 1603 anche se oggi rimane principalmente come folclore locale ed i proventi della festa vengono donati per la lotta all'AIDS, per secoli è stato luogo di preghiera per tante prostitute che invocavano protezione dalle malattie a trasmissione sessuale. Tutt'oggi la festa è occasione di preghiera di fertilità per avere un bimbo, la fortuna negli affari, un dolce parto e l'armonia familiare.